# スティーヴ・クローヴス
スティーヴ・クローヴス（Steven Kloves、1960年3月18日 - ）は、アメリカ合衆国の脚本家・映画監督。テキサス州オースティン生まれ。
映画『ハリー・ポッター』シリーズでは『不死鳥の騎士団』以外の全作品の脚本を執筆している。

## 作品
- 月を追いかけて Racing with the Moon (1984) - 原作・脚本
- 恋のゆくえ/ファビュラス・ベイカー・ボーイズ The Fabulous Baker Boys (1989) - 監督・脚本
- フレッシュ・アンド・ボーン 〜渇いた愛のゆくえ〜 Flesh and Bone (1993) - 監督・脚本
- ワンダー・ボーイズ Wonder Boys (2000) - 脚本
- ハリー・ポッターと賢者の石 Harry Potter and the Philosopher's Stone (2001) - 脚本
- ハリー・ポッターと秘密の部屋 Harry Potter and the Chamber of Secrets (2002) - 脚本
- ハリー・ポッターとアズカバンの囚人 Harry Potter and the Prisoner of Azkaban (2004) - 脚本
- ハリー・ポッターと炎のゴブレット Harry Potter and the Goblet of Fire (2005) - 脚本
- ハリー・ポッターと謎のプリンス Harry Potter and the Half-Blood Prince (2009) - 脚本
- ハリー・ポッターと死の秘宝 PART1 Harry Potter and the Deathly Hallows - Part 1 (2010) - 脚本
- ハリー・ポッターと死の秘宝 PART2 Harry Potter and the Deathly Hallows - Part 2 (2011) - 脚本
- アメイジング・スパイダーマン The Amazing Spider-Man (2012) - 脚本
- ファンタスティック・ビーストと魔法使いの旅 Fantastic Beasts and Where to Find Them (2016) - 製作
- ファンタスティック・ビーストと黒い魔法使いの誕生 Fantastic Beasts: The Crimes of Grindelwald (2018) - 製作
- ファンタスティック・ビーストとダンブルドアの秘密 Fantastic Beasts: The Secrets of Dumbledore（2022）- 共同脚本・製作